# Auerhoen
Het auerhoen (Tetrao urogallus) is een vogel uit de onderfamilie van de ruigpoothoenders (Tetraoninae). De soort komt vooral voor in de boreale zone van Fennoscandinavië en Rusland, met gefragmenteerde populaties in Centraal-Europa. Auerhoenders komen niet meer in Nederland en België voor.

## Kenmerken
Het auerhoen is een soort die duidelijk seksueel dimorf is. Dit houdt in dat mannetjes en vrouwtjes qua uiterlijk verschillen. De hanen hebben een lichaamslengte van 74–90 cm (inclusief staart van ca. 25 cm) en de hennen 54–63 cm. Het mannetje bereikt meestal een gewicht tussen de 3,3 en 4,3 kg (soms tot 6,5 kg) en vrouwtjes meestal tussen de 1,5 en 2,5 kg. Het verenkleed van de hanen is zwart met een blauwgroene weerschijn en bruine vleugels met variabele witte vlekken. De staart is lang en wordt tijdens het baltsen als een waaier gespreid. Boven het oog is een stuk kale, rode huid zichtbaar. De snavel is zwaar en licht naar beneden gebogen. De hennen zijn ongeveer ⅓ kleiner dan de hanen. Het verenkleed is lichtbruin en grijsbruin met kleine, zwarte banderingen. De keel is oranjebruin en ongebandeerd. Het vrouwtje lijkt qua uiterlijk vrij veel op een vrouwelijk korhoen (Lyrurus tetrix), maar is groter en de korhen heeft niet de ongebandeerde, oranjebruine keel die de auerhen wel heeft.

### Gedrag
Auerhoenders zijn standvogels. Jonge mannetjes blijven in de buurt van de plek waar ze geboren zijn. Jonge vrouwtjes verspreiden zich op 5 à 10 kilometer afstand van hun geboorteplek. In de herfst en winter vormen ze kleine groepen van gewoonlijk minder dan 10 (maximaal 20).

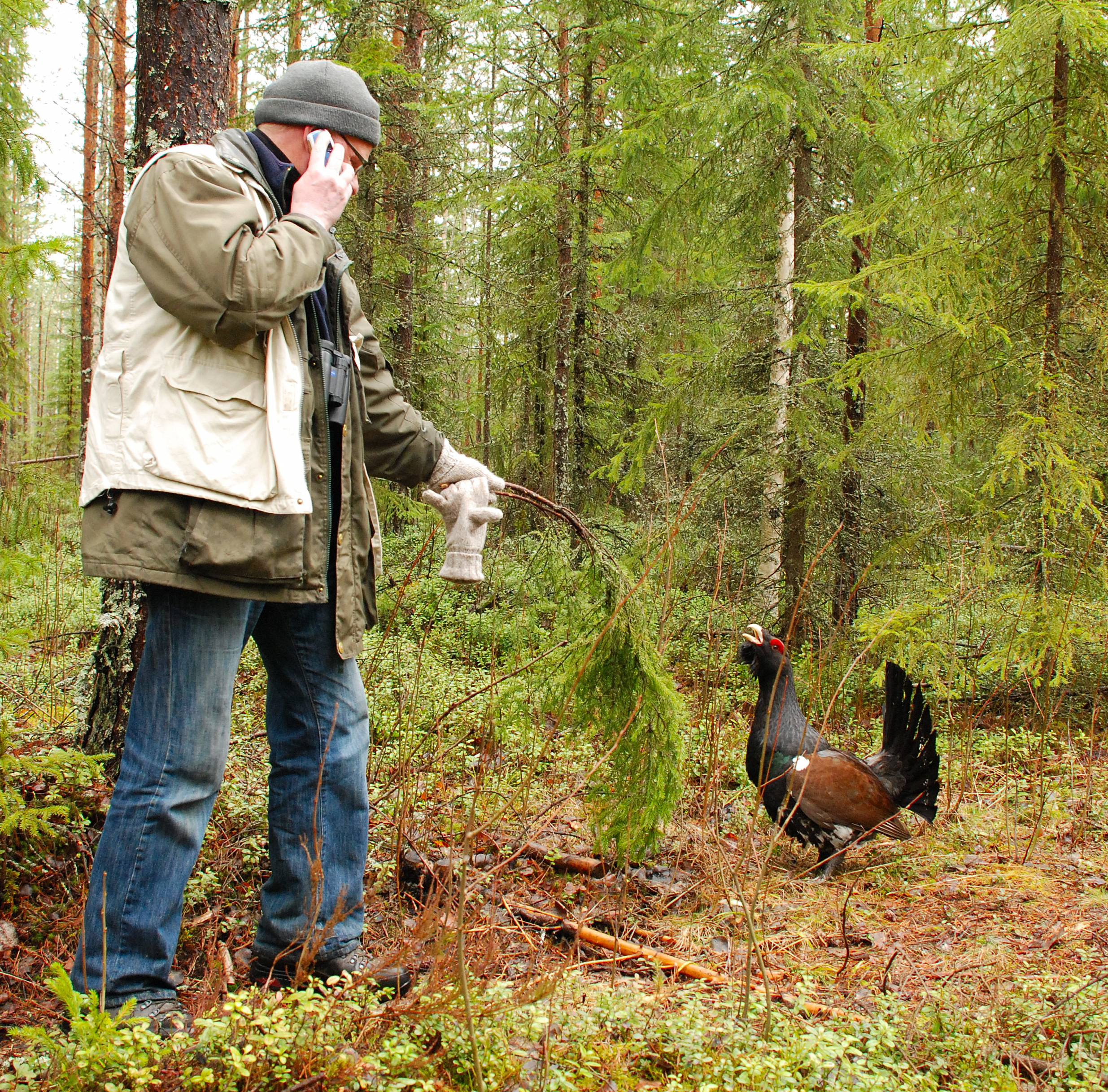
Auerhanen raken in de baltsperiode soms hun angst voor mensen kwijt door een verhoogd testosterongehalte.

### Balts en geluid
De mannetjes ontmoeten elkaar aan het eind van de winter op hun traditionele baltsplaatsen om voor de gunsten van de vrouwtjes te strijden. De mannetjes bewegen zich met geheven koppen en afhangende vleugels, terwijl ze pronken met hun opgezette staart. Het geluid dat ze tijdens de hofmakerij maken bestaat uit twee delen. Het begint met een dubbel klikkend geluid, waarbij deze dubbele klikgeluiden zich steeds sneller opvolgen totdat ze zich samenvoegen. Vervolgens loopt deze af in een circa 3 seconden durende, draaiende sisser. De totale duur van het geluid is circa 5,5 seconde. Het moment waarop de geluiden zich samenvoegen wordt omschreven als een kurk die uit een wijnfles wordt getrokken. Het baltsgeluid is op maximaal 150-200 meter te horen. Gevechten tussen de mannetjes komen aan het begin van de baltsperiode voor. Ze slaan elkaar dan meestal met de vleugels. Deze vleugelslagen zijn eveneens tot een afstand van 150-200 meter hoorbaar. Er zijn gevallen bekend waar de mannetjes het met de dood moesten bekopen. Na de paring beginnen de vrouwtjes in de buurt van de baltsplekken te nestelen. Soms broeden de vrouwtjes dicht bij elkaar, op een afstand 40-50 meter. De mannetjes gedragen zich na de baltsperiode onopvallend.

## Voedsel
's Winters eten auerhoenders naalden van naaldbomen en zijn daarom meestal in de kroon van deze bomen te vinden. Tussen mei en oktober zijn ze vooral op de grond te vinden, waar ze allerlei knoppen, bladeren, bloemen en bessen eten. De kuikens eten de eerste vier weken van hun leven vooral ongewervelden, zoals rupsen (vooral van spanners) en larven van vliesvleugeligen. Deze zijn proteïnerijk en makkelijk te verteren voor de jongen.

## Voortplanting
Broedt normaal gesproken één keer per jaar en legt dan 6 tot 8 eieren. Deze worden door de hen gedurende 26 dagen geïncubeerd. De eieren komen eind mei tot begin juni uit, afhankelijk van de breedtegraad, hoogte en klimaat. Na circa vier maanden kunnen de jongen voor zichzelf zorgen.

## Biotoop
Auerhoenders leven in structuurrijke boreale bossen met oude, gemengde naaldhoutbestanden en enkele berken (Betula) en ratelpopulier (Populus tremula). Gebieden met een rijke ondergroei van blauwe bosbes (Vaccinium myrtillus), rijsbes (Vaccinium uliginosum) en rode bosbes (Vaccinium vitis-idaea) zijn zeer belangrijk. Enerzijds omdat de bessen worden gegeten in de zomer en het voorjaar en anderzijds omdat deze soorten als waardplant worden gebruikt door spanners; de belangrijkste voedselbron voor de kuikens. De soort wordt geassocieerd met de climaxfase van bossen. Oerbossen die op natuurlijke wijze in verval raken vormen dan ook de optimale habitat.

## Verspreiding en ondersoorten
Er worden acht ondersoorten onderscheiden:
- T. u. cantabricus: noordwestelijk Spanje
- T. u. aquitanicus: Pyreneeën
- T. u. crassirostris: Duitsland en van Polen tot de Balkan
- T. u. volgensis: zuiden en midden van Belarus en het oostelijk deel van midden Rusland
- T. u. urogallus: Schotland en Scandinavië
- T. u. kureikensis: noordwestelijk Rusland
- T. u. uralensis: zuidwestelijk Rusland
- T. u. taczanowskii: van Centraal-Siberië tot Noordwest-Mongolië en het noordelijk deel van het Koreaanse schiereiland

De dichtst bij Nederland en België zijnde, min of meer stabiele auerhoenbestanden, bevinden zich tegenwoordig in het Zwarte Woud. Daar werd het aantal territoria tussen 2005-2009, tussen de 150 en 300 geschat. Elders in Duitsland komt de soort nog voor in het Beierse Woud en in het Alpengebied tussen de Allgäuer Alpen en de Berchtesgadener Alpen.

## Achteruitgang in West-, Centraal- en Zuid-Europa

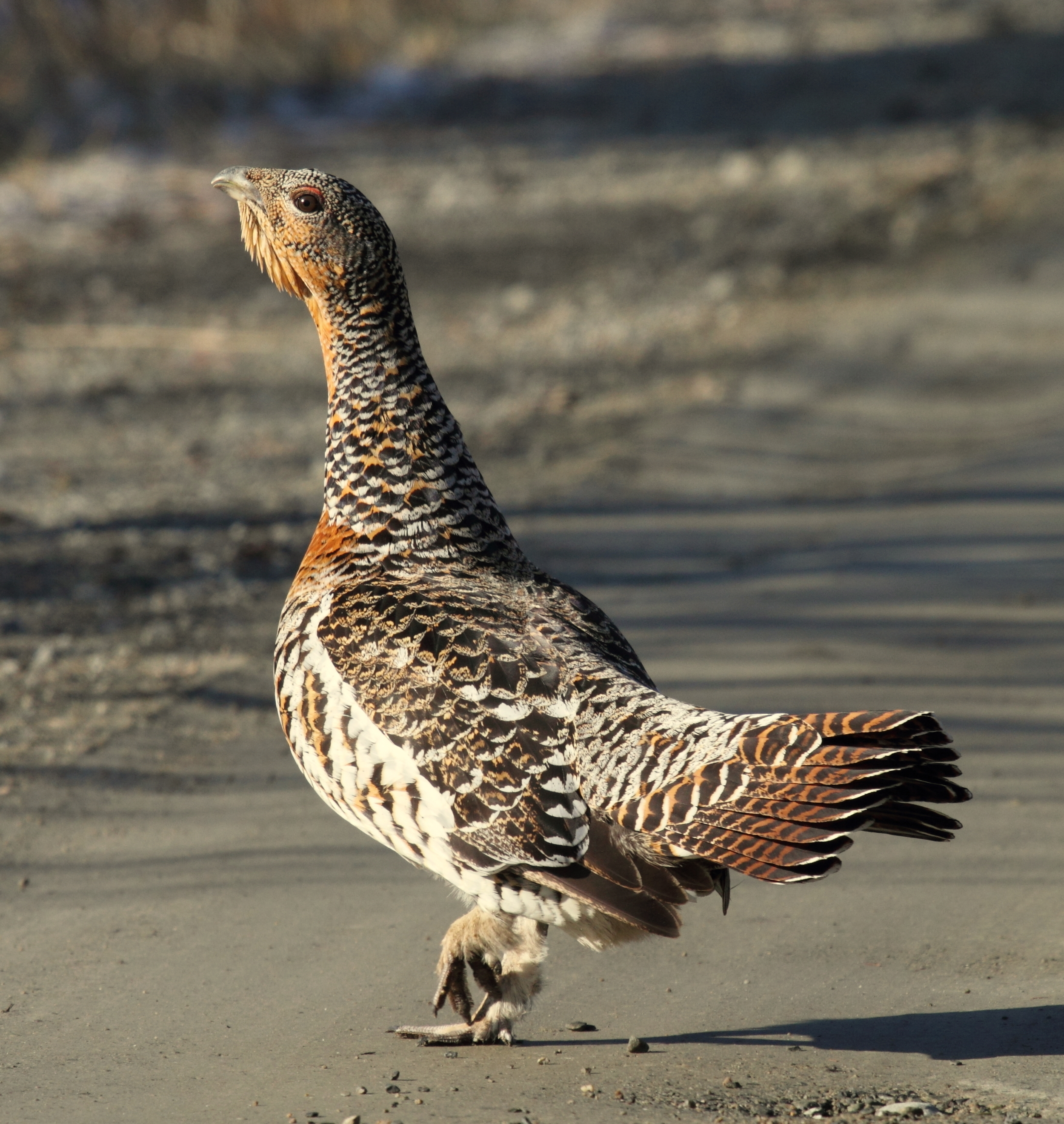
Vrouwelijk auerhoen in Jämtland (Zweden)

In Centraal-Europa gaat het auerhoen al geruime tijd in aantal achteruit. Tegenwoordig heeft de soort zich in de bergbossen van Centraal-Europa teruggetrokken, maar kwam in Duitsland voorheen voor tot in de laaglandbossen van Lausitz en Emsland. De meeste noordelijke populaties in Duitsland waren al aan het begin van de 18e eeuw verdwenen, maar tot aan 1998 kwam het auerhoen voor in Lausitz. De achteruitgang en het verdwijnen van de soort in grote delen van Duitsland en andere delen van Centraal-Europa valt te wijten aan de jacht, versnippering van de leefgebieden, bosbouw, wegenbouw en het opvliegen tegen hekken. Een andere belangrijke bedreiging is de neerslag van stikstof, wat hun leefgebied aantast en voedselaanbod voor de kuikens vermindert.
In de Spaanse Pyreneeën leeft een ondersoort, die echter in aantal zo sterk achteruitgaat, dat ze de status van bedreigde diersoort heeft gekregen. Ook hier is menselijke activiteit in de vorm van toerisme en recreatie de oorzaak.
In België is het auerhoen reeds in 1820 als broedvogel uitgestorven. Later zijn exemplaren uitgezet in de Ardennen, hier zouden ze in 1932 gebroed hebben. In de eenentwintigste eeuw wordt de soort in België niet meer gevonden. Ook in Nederland komt het auerhoen al lang niet meer voor, desondanks is er in 2020 een dood exemplaar gevonden bij Loo in Gelderland. Het was hoogstwaarschijnlijk een ontsnapt gehouden exemplaar.

## Status
Omdat het auerhoen op wereldschaal niet in gevaar is staat de soort als niet bedreigd op de Rode Lijst van de IUCN. In de Europese Unie staat het auerhoen op zowel Annex I, II als III van de Vogelrichtlijn. Dit is per land verschillend. Daarnaast staat de soort op Appendix II van de Conventie van Bern.

## Trivia
- Het auerhoen prijkt op het wapen van de Duitse gemeente Simmersfeld, Baden-Württemberg.

## Gelijkende soorten
- Rotsauerhoen (Tetrao urogalloides). Qua uiterlijk (man en vrouw).
- Korhoen (Lyrurus tetrix). Qua uiterlijk (vrouw).

## Galerij

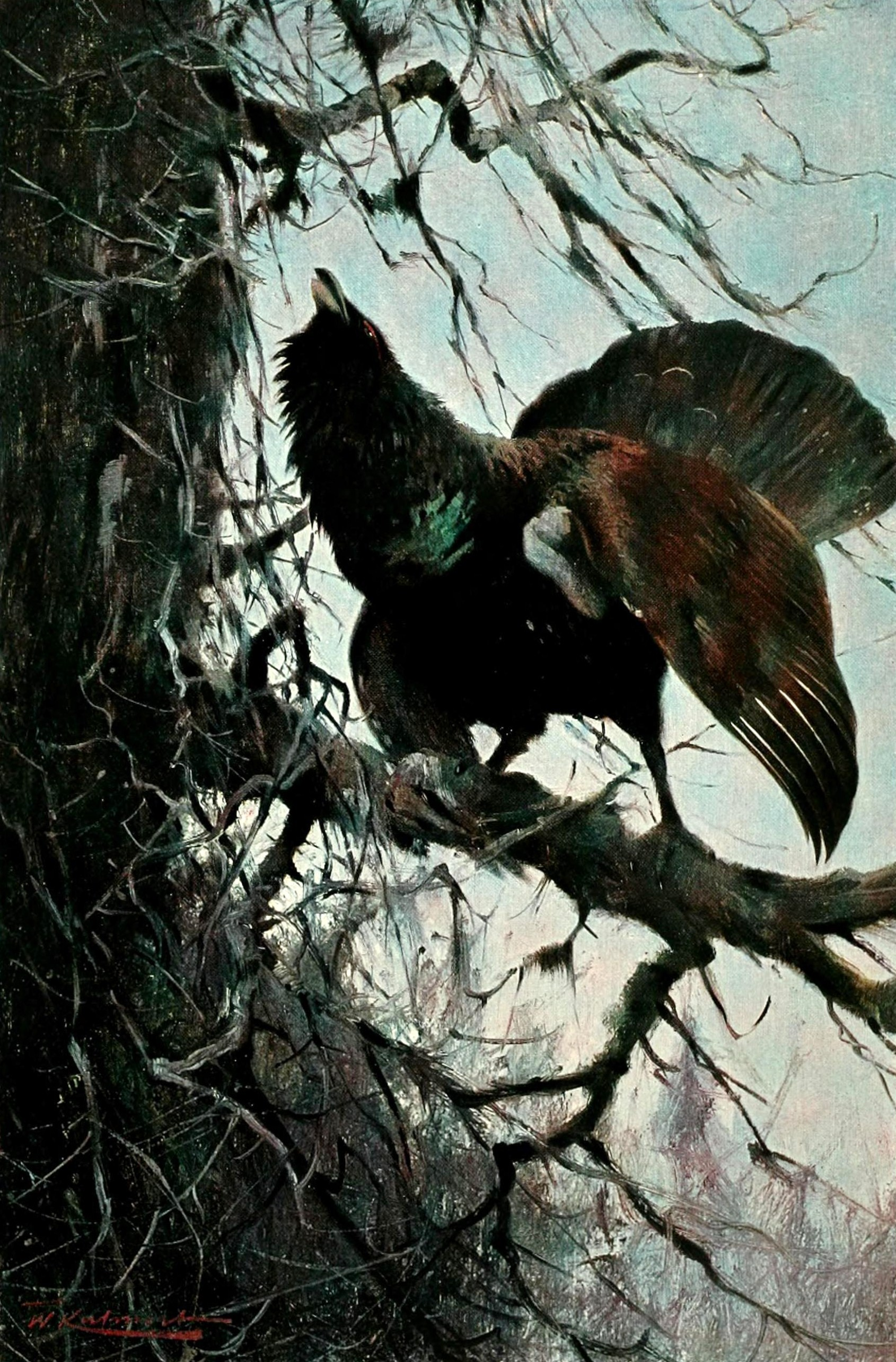
Auerhaan (1904), Wilhelm Kuhnert, illustratie uit La vie des animaux
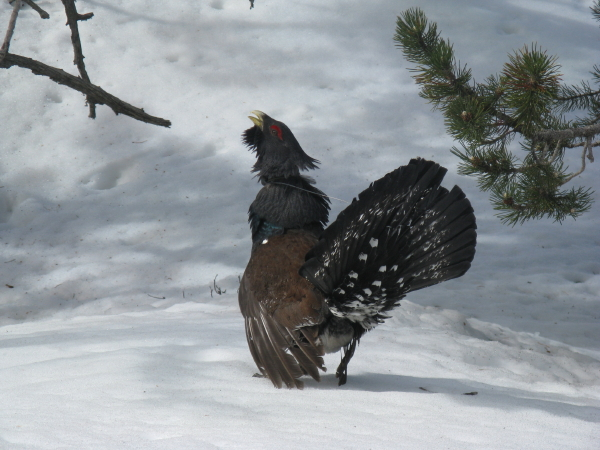
Tetrao urogallus aquitanicus met een radiozender op de rug in Nationaal Park Aigüestortes in Spanje
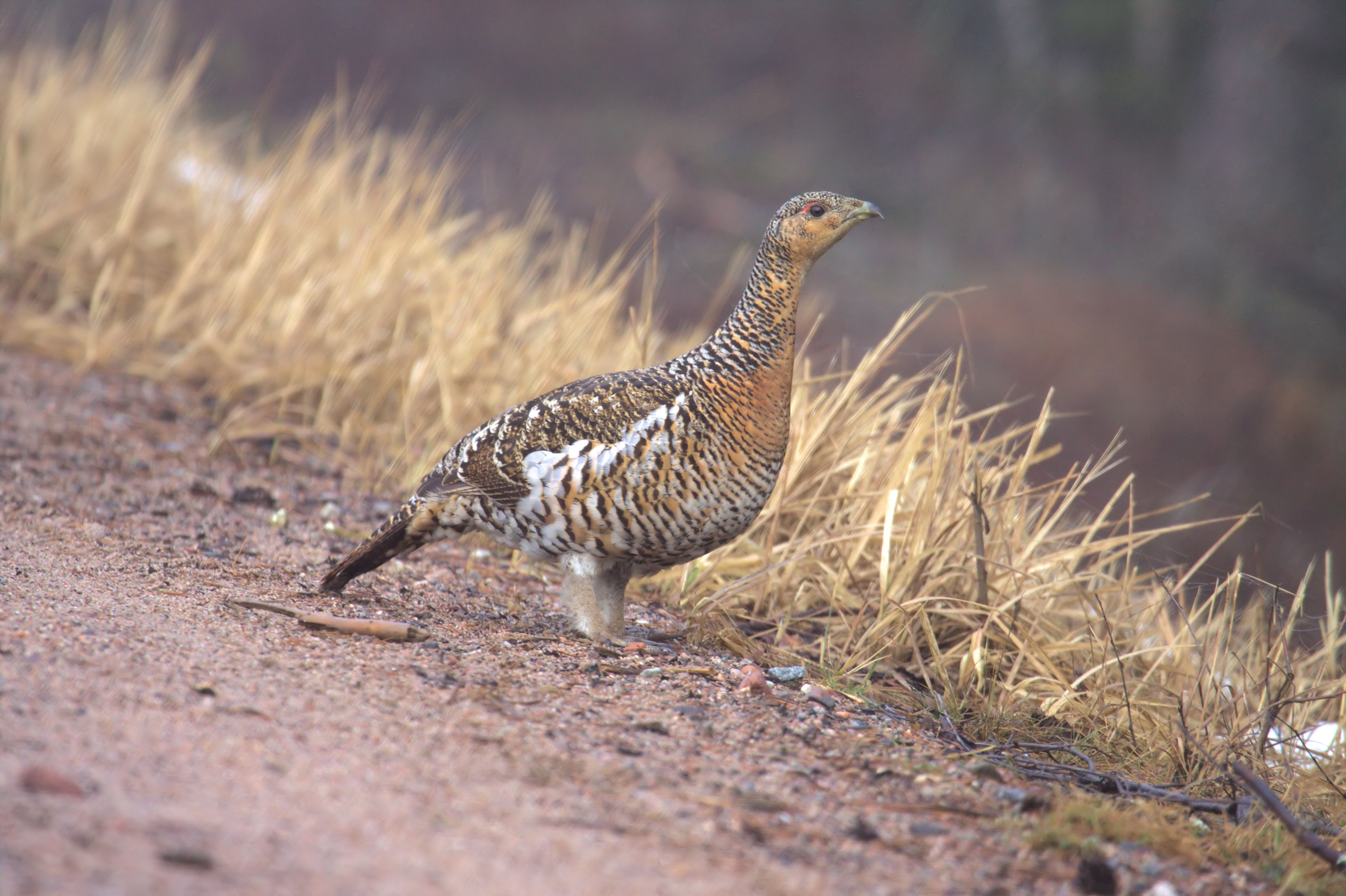
Vrouwelijk auerhoen
Wapen van de Duitse gemeente Simmersfeld (Baden-Württemberg)